# 이고리 스미르노프
이고리 니콜라예비치 스미르노프(러시아어: И́горь Никола́евич Смирно́в, 1941년 11월 23일 ~ )는 트란스니스트리아의 초대 대통령이다.

## 생애
그는 소련 러시아 공화국의 캄차카 변경주에서 태어났다. 수공업학교를 졸업한 뒤 야금 공장에서 일을 했으며, 1959년부터 1987년까지 노바야카홉카 전기 기계 제조 공장에서 일을 했다.
1987년부터 티라스폴에서 거주했으며, 1989년 몰도바 소비에트 사회주의 공화국 정부의 탈소(脫蘇) 민족주의 경향에 반대, 통합 노동 공동위원회(Объединенный Совет трудовых коллективов)를 결성하고 8월 16일부터 9월 22일까지 총파업을 이끌었다. 1990년 9월 2일에 트란스니스트리아가 몰도바로부터 독립하는 것이 선언되자, 최고소비에트 임시의장으로 선출되었다. 1991년 10월 1일 트란스니스트리아의 대통령으로 선출되었고, 이후 1996년, 2001년, 2006년의 대통령 선거에서 모두 승리, 4선(選)하였다. 2011년 12월 대통령 선거에서 5선에 도전하였으나, 예브게니 솁추크와 아나톨리 카민스키에 이어 3위를 차지, 낙선하였다. 2011년 12월 30일에 퇴임하였다.

## 수훈
- 2000년 - 트란스니스트리아 공화국훈장